# Iranecio cariensis
Iranecio cariensis là một loài thực vật có hoa trong họ Cúc. Loài này được (Boiss.) C.Jeffrey mô tả khoa học đầu tiên năm 1992.